# Ficus hirsuta
Ficus hirsuta är en mullbärsväxtart som beskrevs av Heinrich Wilhelm Schott. Ficus hirsuta ingår i släktet fikonsläktet, och familjen mullbärsväxter. Inga underarter finns listade i Catalogue of Life.